# Lubusz vojvodskap
Lubusz vojvodskap (polska województwo lubuskie) är ett vojvodskap i Polen. Huvudstäder i Lubusz vojvodskap är Gorzów Wielkopolski, som är säte för vojvoden, och Zielona Góra, som är säte för vojvodskapets regionfullmäktige (sejmik) och styrelse.
Den totala befolkningen i vojvodskapet uppgick till 1 020 767 invånare 30 juni 2014.

## Historia

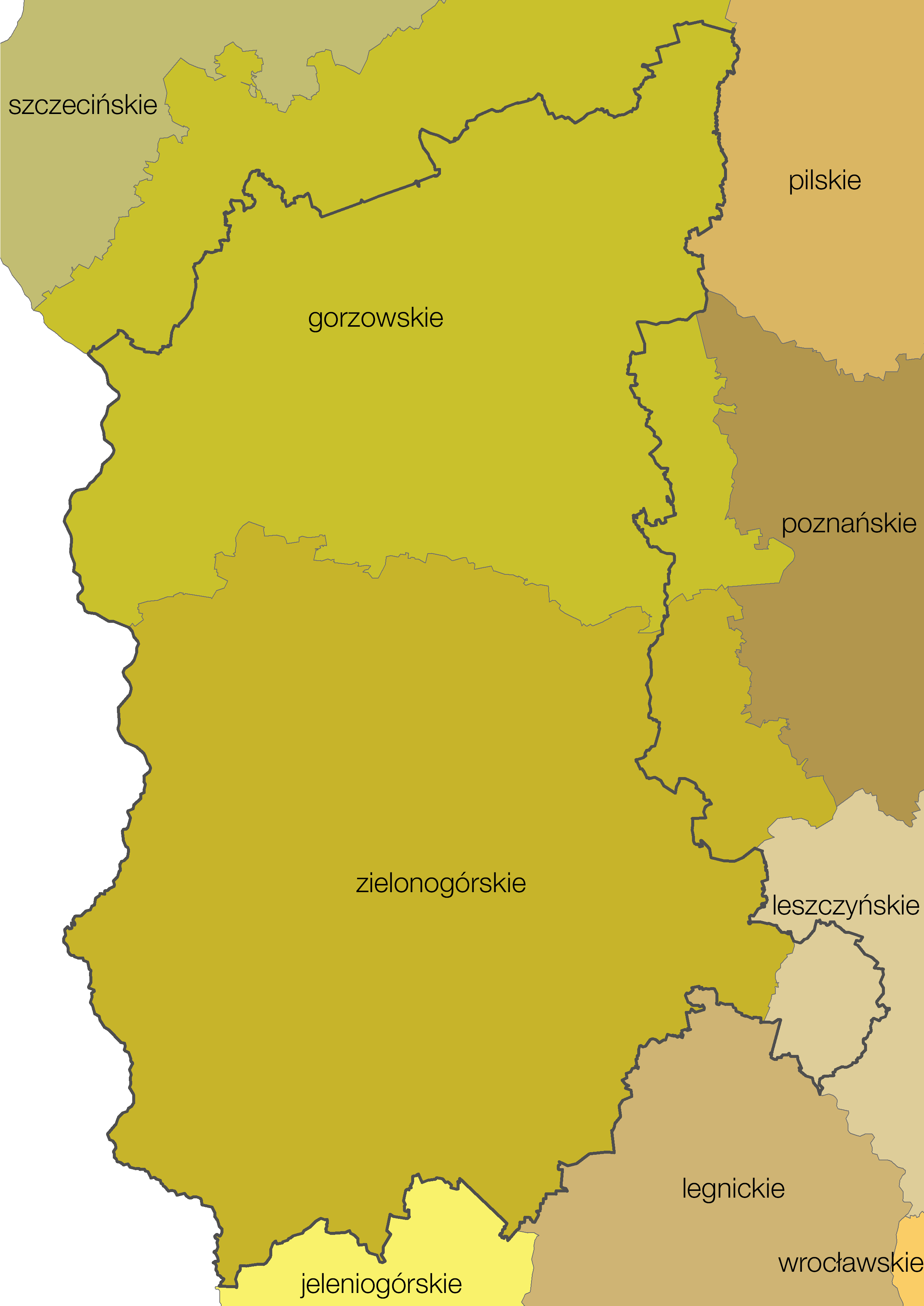
Lubusz vojvodskap (svart kontur) och den föregående vojvodskapsindelningen som gällde 1975-1998.

Lubusz vojvodskap bildades vid en administrativ reform som trädde i kraft 1 januari 1999, och består av de tidigare vojvodskapen Gorzów och Zielona Góra samt en mindre del av Lesznos vojvodskap. Vojvodskapet har fått namn efter det historiska landskapet Ziemia lubuska (tyska: Lebuser Land), vars huvudort var staden Lebus på västra sidan av Oder, i nuvarande Tyskland. I den ursprungliga reformplanen från 1998 fanns Lubusz vojvodskap inte med, och området skulle då ha delats mellan Nedre Schlesiens vojvodskap och Västpommerns vojvodskap; efter regionala protester valde man dock att utöka antalet vojvodskap och inrätta Lubusz vojvodskap enligt de nu gällande gränserna.

### Före 1945
Regionen ligger i gränstrakterna mellan Polen och Tyskland och är historiskt omstridd. Under tidig medeltid bodde västslaviska stammar i området, som med tiden kom under polsk överhöghet. Den tyska kolonisationen, Ostsiedlung, påbörjades under 1200-talet, och regionen hade från denna tid fram till 1945 en stor tysktalande befolkning. Området har helt eller delvis bland annat lytt under hertigdömet Storpolen, hertigdömet Nedre Schlesien, Polsk-litauiska samväldet, biskopsdömet Lebus, kurfurstendömet Brandenburg (landskapet Neumark), markgrevskapet Niederlausitz, Tempelherreorden, Johanniterorden, Tyska orden, kungariket Böhmen och huset Habsburg, markgrevskapet Brandenburg-Küstrin, kungariket Preussen (provinsen Brandenburg), Tyska kejsardömet, Weimarrepubliken, Nazityskland och Folkrepubliken Polen.
Under områdets tyska styre inom Brandenburg-Preussen utgjorde det en del av det brandenburgska landskapet Neumark och provinsen Brandenburg, och omfattar även mindre delar av landskapen Niederschlesien, östra Niederlausitz och det som under mellankrigstiden utgjorde Grenzmark Posen-Westpreussen. 1945 drogs den nya polsk-tyska gränsen vid Oder-Neisselinjen enligt Potsdamöverenskommelsen, och under månaderna efter kriget fördrevs större delen av den kvarvarande tysktalande befolkningen. Under 1940-talet och 1950-talet återbefolkades området av främst polska och ukrainska bosättare och flyktingar från centrala Polen och de sovjetiska områdena öster om Curzonlinjen.

## Administrativ powiatindelning

Powiatindelning

Förutom de två huvudstäderna, Gorzów Wielkopolski och Zielona Góra, indelas vojvodskapet i tolv powiater. De två huvudstäderna har båda omkring 120 000 invånare och är som städer med powiatstatus inte del av Powiat gorzowski respektive Powiat zielonogórski, utan utgör självständiga administrativa enheter där stadens myndigheter även sköter de uppgifter som normalt tillkommer ett powiat.
| Vapen | Powiat / Stad med powiatstatus | Huvudort                           | Area [km²] | Invånare 30 jun 2014 | Befolkning/km² |
| ----- | ------------------------------ | ---------------------------------- | ---------- | -------------------- | -------------- |
|       | Powiat gorzowski               | Gorzów Wielkopolski (externt säte) | 1214,23    | 70 488               | 58             |
|       | Powiat krośnieński             | Krosno Odrzańskie                  | 1391,25    | 56 458               | 41             |
|       | Powiat międzyrzecki            | Międzyrzecz                        | 1387,61    | 58 609               | 42             |
|       | Powiat nowosolski              | Nowa Sól                           | 770,73     | 87 628               | 114            |
|       | Powiat słubicki                | Słubice                            | 999,29     | 47 274               | 47             |
|       | Powiat strzelecko-drezdenecki  | Strzelce Krajeńskie                | 1247,86    | 50 262               | 40             |
|       | Powiat sulęciński              | Sulęcin                            | 1177,80    | 35 728               | 30             |
|       | Powiat świebodziński           | Świebodzin                         | 936,57     | 56 467               | 60             |
|       | Powiat wschowski               | Wschowa                            | 624,20     | 39 359               | 63             |
|       | Powiat zielonogórski           | Zielona Góra (externt säte)        | 1569,72    | 95 020               | 60             |
|       | Powiat żagański                | Żagań                              | 1131,78    | 81 641               | 72             |
|       | Powiat żarski                  | Żary                               | 1392,78    | 98 853               | 71             |
|       | Gorzów Wielkopolskis stad      | Gorzów Wielkopolski                | 85,72      | 124 274              | 1453           |
|       | Zielona Góras stad             | Zielona Góra                       | 58,34      | 118 706              | 2029           |

## Städer
I Lubusz vojvodskap finns totalt 42 städer (miasta), varav två har powiatstatus. Invånarantal för 30 juni 2014 enligt GUS anges.

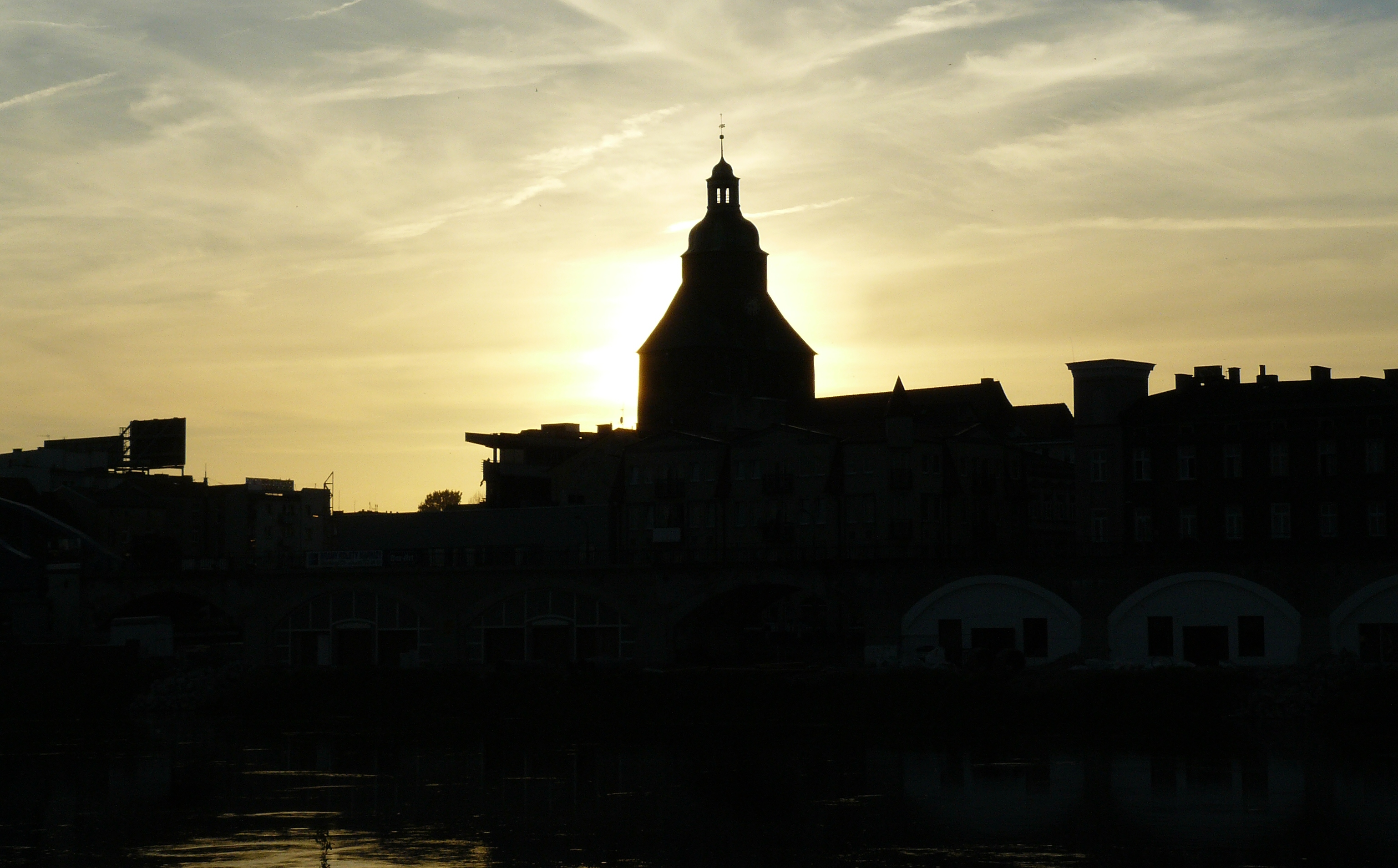
Gorzów Wielkopolskis stadssilhuett.

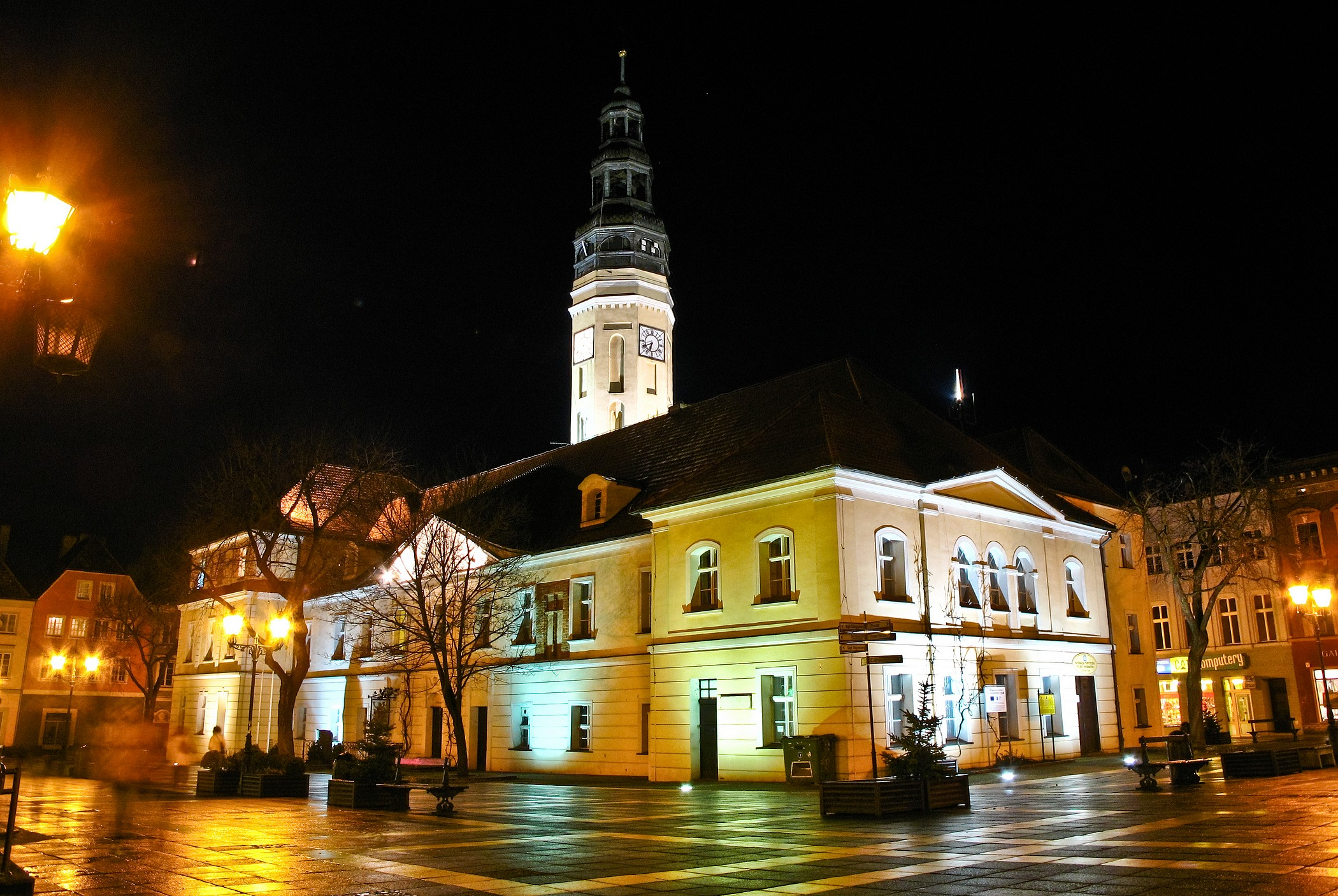
Rådhuset i Zielona Góra.

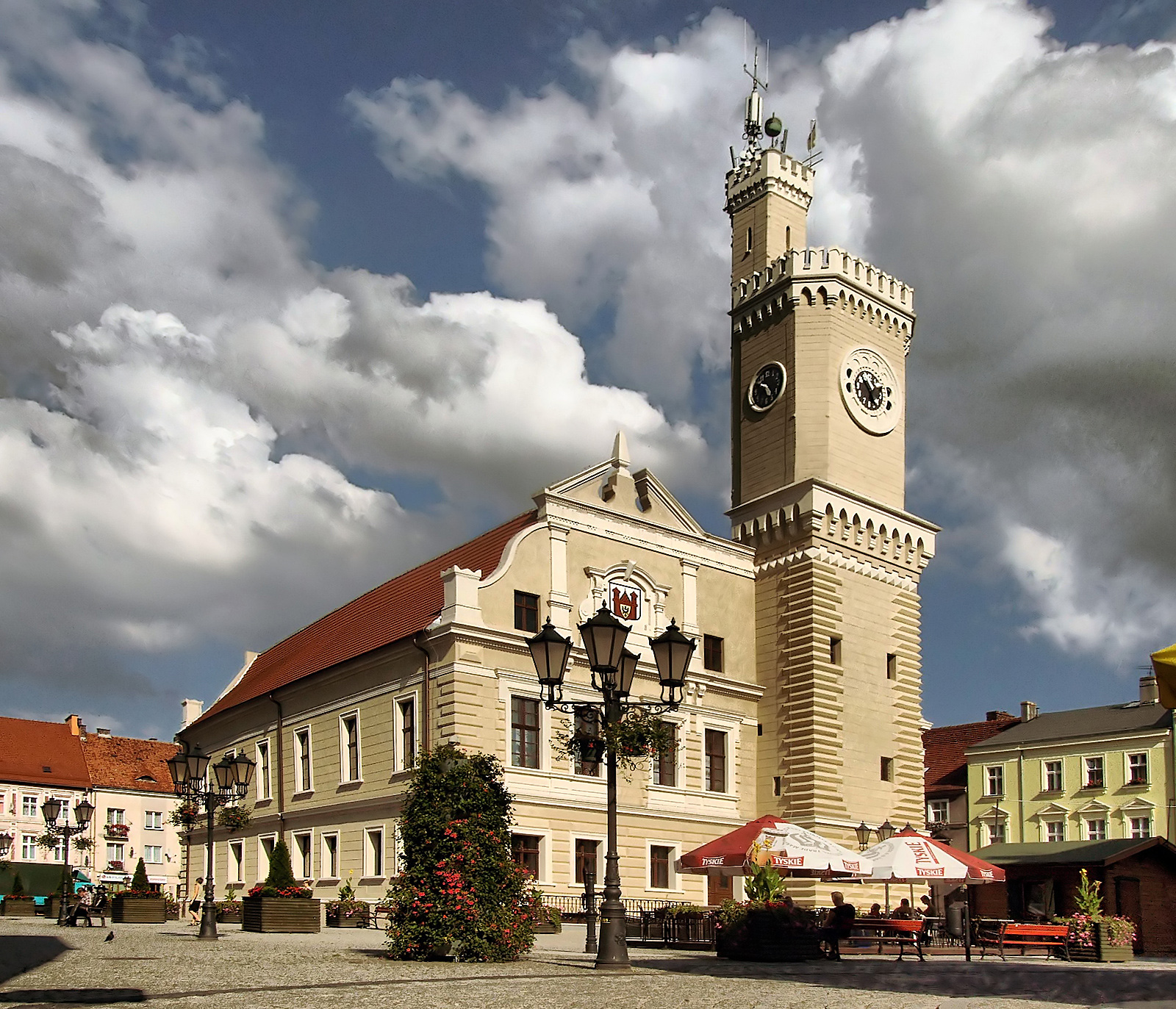
Stora torget i Świebodzin.

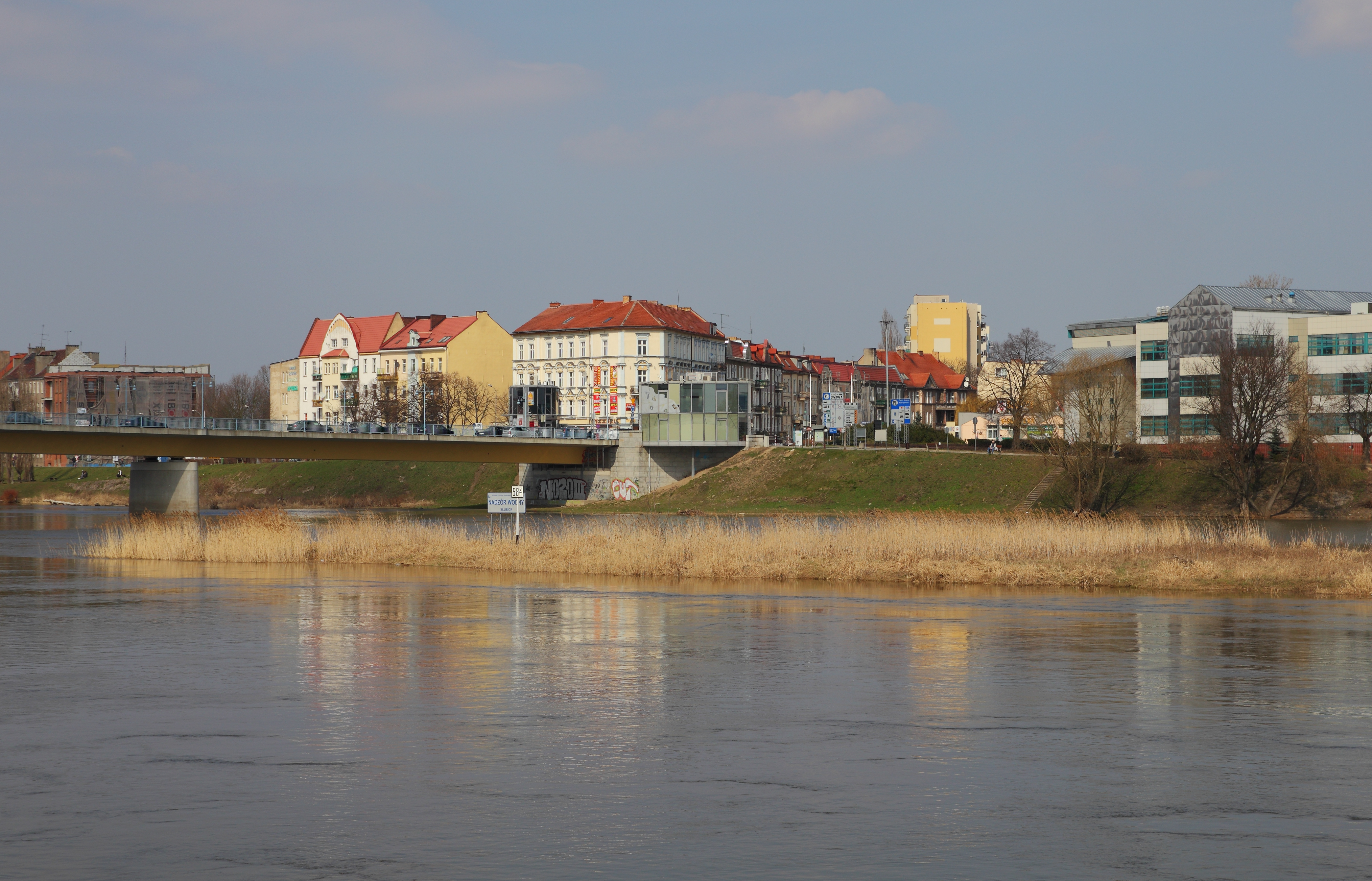
Gränsbron i Słubice och Collegium Polonicum.

| Stad                | Powiat                        | yta (km²) | Invånare i tätort | Invånare/km² |
| ------------------- | ----------------------------- | --------- | ----------------- | ------------ |
| Babimost            | Powiat zielonogórski          | 3,65      | 4 025             | 1106         |
| Bytom Odrzański     | Powiat nowosolski             | 2,30      | 4 443             | 1931         |
| Cybinka             | Powiat słubicki               | 5,29      | 2 789             | 531          |
| Czerwieńsk          | Powiat zielonogórski          | 9,36      | 4 182             | 449          |
| Dobiegniew          | Powiat strzelecko-drezdenecki | 5,69      | 3 155             | 556          |
| Drezdenko           | Powiat strzelecko-drezdenecki | 10,72     | 10 411            | 974          |
| Gorzów Wielkopolski | stad med powiatstatus         | 85,72     | 124 274           | 1453         |
| Gozdnica            | Powiat żagański               | 23,88     | 3 253             | 137          |
| Gubin               | Powiat krośnieński            | 20,68     | 16 952            | 822          |
| Iłowa               | Powiat żagański               | 9,18      | 4 006             | 437          |
| Jasień              | Powiat żarski                 | 4,79      | 4 449             | 931          |
| Kargowa             | Powiat zielonogórski          | 4,55      | 3 743             | 822          |
| Kostrzyn nad Odrą   | Powiat gorzowski              | 46,14     | 18 120            | 393          |
| Kożuchów            | Powiat nowosolski             | 5,94      | 9 718             | 1641         |
| Krosno Odrzańskie   | Powiat krośnieński            | 8,15      | 11 904            | 1470         |
| Lubniewice          | Powiat sulęciński             | 12,11     | 2 039             | 168          |
| Lubsko              | Powiat żarski                 | 12,51     | 14 483            | 1163         |
| Łęknica             | Powiat żarski                 | 16,43     | 2 592             | 158          |
| Małomice            | Powiat żagański               | 5,37      | 3 561             | 665          |
| Międzyrzecz         | Powiat międzyrzecki           | 10,26     | 18 487            | 1808         |
| Nowa Sól            | Powiat nowosolski             | 21,80     | 39 587            | 1822         |
| Nowe Miasteczko     | Powiat nowosolski             | 3,29      | 2 868             | 876          |
| Nowogród Bobrzański | Powiat zielonogórski          | 14,63     | 5 143             | 352          |
| Ośno Lubuskie       | Powiat słubicki               | 8,01      | 3 876             | 485          |
| Rzepin              | Powiat słubicki               | 11,42     | 6 672             | 585          |
| Skwierzyna          | Powiat międzyrzecki           | 35,89     | 9 851             | 274          |
| Sława               | Powiat wschowski              | 14,31     | 4 318             | 273          |
| Słubice             | Powiat słubicki               | 19,21     | 16 908            | 878          |
| Strzelce Krajeńskie | Powiat strzelecko-drezdenecki | 4,94      | 10 159            | 2059         |
| Sulechów            | Powiat zielonogórski          | 6,88      | 17 443            | 2537         |
| Sulęcin             | Powiat sulęciński             | 8,56      | 10 278            | 1199         |
| Szlichtyngowa       | Powiat wschowski              | 1,55      | 1 320             | 856          |
| Szprotawa           | Powiat żagański               | 10,95     | 12 313            | 1125         |
| Świebodzin          | Powiat świebodziński          | 16,93     | 22 062            | 1303         |
| Torzym              | Powiat sulęciński             | 9,11      | 2 583             | 285          |
| Trzciel             | Powiat międzyrzecki           | 3,04      | 2 481             | 821          |
| Witnica             | Powiat gorzowski              | 8,24      | 6 926             | 843          |
| Wschowa             | Powiat wschowski              | 8,39      | 14 266            | 1705         |
| Zbąszynek           | Powiat świebodziński          | 2,90      | 5 063             | 1751         |
| Zielona Góra        | stad med powiatstatus         | 58,34     | 118 706           | 2029         |
| Żagań               | Powiat żagański               | 40,38     | 26 437            | 656          |
| Żary                | Powiat żarski                 | 33,49     | 38 724            | 1160         |

## Vattendrag
Lubusz vojvodskap ligger helt och hållet inom floden Oders avrinningsområde. Förutom Oder själv är de största bifloderna till Oder som rinner genom Lubusz vojvodskap:
- Warta med bifloden Noteć
- Ilanka
- Pliszka
- Lausitzer Neisse (Nysa Łużycka) med bifloden Lubsza
- Bóbr

## Kultur och sevärdheter

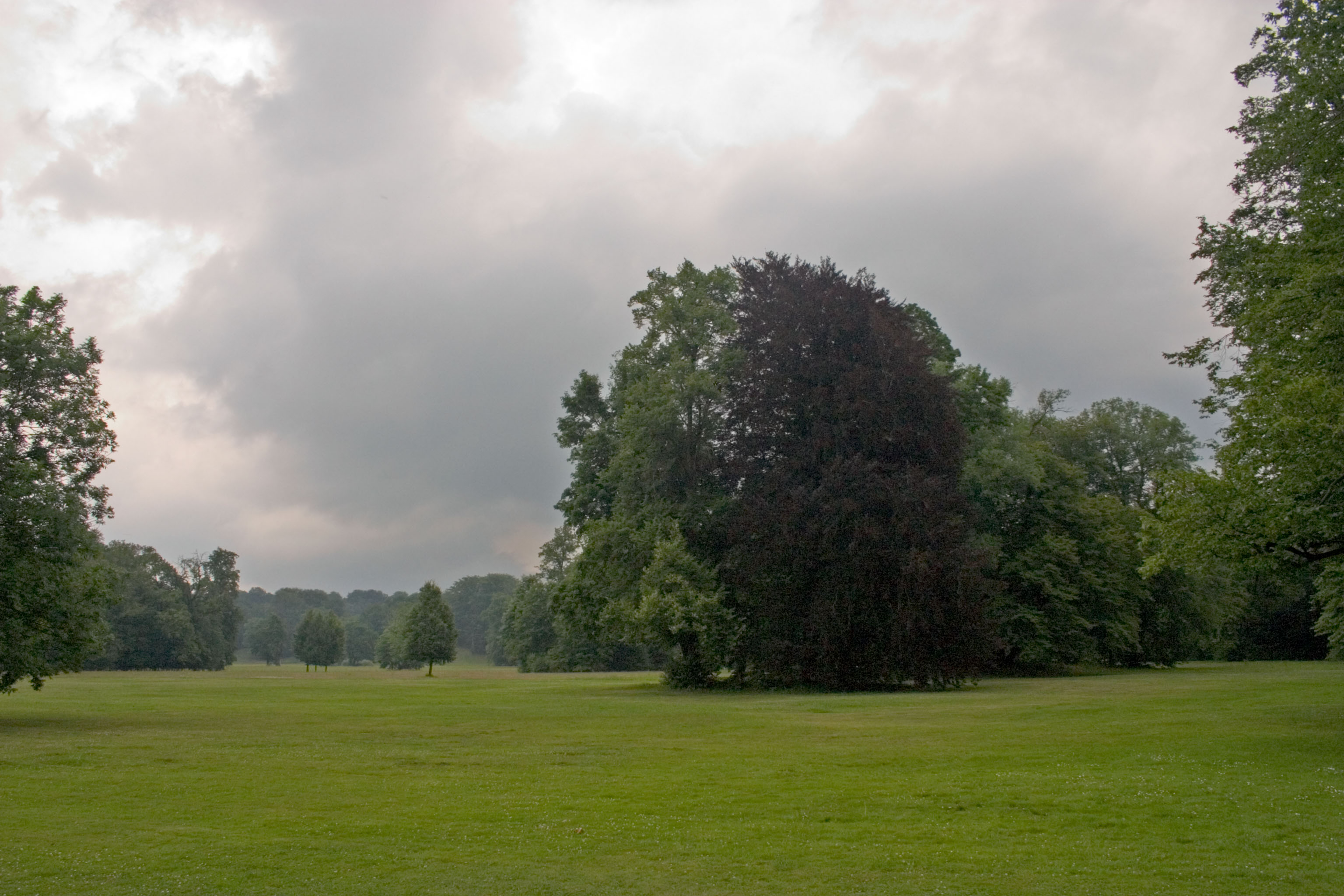
Muskauparken

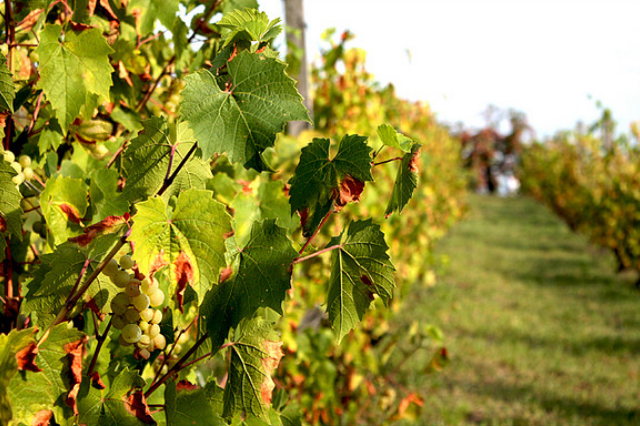
Vinodling utanför Zielona Góra.

I staden Łęknica, på gränsen mot Tyskland vid Lausitzer Neisse, ligger Muskauparken, ett Unesco-världsarv som ligger på både tysk och polsk mark. Parken är ett av de största exemplen i Centraleuropa på en engelsk landskapspark och blev stilbildande för internationell landskapsarkitektur under 1800-talet.
Regionen omkring Zielona Góra är historiskt känd för sin vinodling och är ett av Europas nordligaste vindistrikt. Sedan 1990-talet har vinodlingen i regionen återupptagits efter att huvudsakligen legat nere under den kommunistiska perioden. I staden arrangeras årligen vinfestivalen Winobranie.
Kostrzyn nad Odrąs historiska stadskärna, den tyska staden Küstrin som totalförstördes 1945, är unik i Europa genom att aldrig ha återuppbyggts på samma plats. De överväxta ruinerna kan idag besökas som arkeologiskt minnesmärke. I Kostrzyn anordnas årligen Europas största rockfestival,  Przystanek Woodstock, med i snitt omkring en halv miljon besökare.

## Utbildning
- Zielona Góras universitet, Uniwersytet Zielonogórski
- Collegium Polonicum i Słubice.